# Hank Schrader
Henry R. "Hank" Schrader è un personaggio immaginario della serie televisiva Breaking Bad e del suo spin-off Better Call Saul. È interpretato da Dean Norris e doppiato in italiano da Alberto Angrisano.

## Storia del personaggio

### Prima stagione
Hank è un agente della DEA e cognato di Walter White, un mite insegnante di chimica. Nonostante il carattere diametralmente opposto, Walter è la persona con cui Hank si intende di più. Un giorno Walt, impressionato dal mondo della droga, chiede a Hank di accompagnarlo in auto durante le indagini su un sospetto spacciatore di metanfetamina; proprio qui Walt riconosce il vecchio allievo Jesse Pinkman, con cui decide di produrre la droga sotto lo pseudonimo di "Heisenberg". Hank conduce le indagini su Heisenberg totalmente ignaro che si tratti del cognato.

### Seconda stagione
Dopo aver ucciso il potente spacciatore Tuco Salamanca incontrato casualmente durante le indagini su Jesse Pinkman, Hank viene promosso alla DEA di El Paso, al confine con il Messico, ma rinuncia all'incarico a causa di ripetuti attacchi di panico che si aggravano in seguito ad un attentato esplosivo da parte di un cartello. Ritorna quindi ad Albuquerque per occuparsi del caso di Heisenberg.

### Terza stagione
Hank riesce ad individuare il camper sul quale Jesse e Walt producono la metanfetamina ma riceve una telefonata nella quale gli viene detto che sua moglie Marie ha avuto un incidente, quindi abbandona le indagini per precipitarsi in ospedale. Resosi conto che si trattava di una menzogna per poter eliminare le prove aggredisce Jesse e per questo sospeso dalla DEA. A sua insaputa i due cugini di Tuco, in cerca di vendetta, lo rintracciano; poco prima della sparatoria Hank viene avvisato da una telefonata anonima che gli permette di affrontare gli assassini. Essendo privo della pistola d'ordinanza a causa della sospensione, Hank viene raggiunto da diversi colpi di pistola ma nonostante questo riesce comunque ad uccidere un attentatore e a ferire l'altro gravemente. Hank rimane parzialmente paralizzato.

### Quarta stagione
Durante un lungo e difficile periodo di convalescenza e riabilitazione, sostenuto economicamente da Walt, si dedica alla collezione di minerali. Quando riceve da un suo collega i documenti relativi alla morte di Gale Boetticher, un chimico dedito alla produzione di metanfetamine, Hank riprende ad investigare. Trovando tra gli effetti personali del chimico assassinato un libro dedicato "a W. W.", Hank si interroga su chi possa essere questa persona ipotizzando una serie di nomi, tra cui (scherzosamente) quello di Walter White. Il cognato però riesce a sviarlo facendogli credere che la sigla indichi Walt Whitman, autore del quale Boetticher era grandemente appassionato.
Successivamente l'attenzione di Hank si sposta sull'insospettabile Gus Fring, imprenditore cileno legato ad una catena di fast food, e coinvolge Walt nelle sue indagini private, in quanto ancora non riesce a camminare e a guidare autonomamente. Hank individua una lavanderia gestita da Fring dove viene fabbricata la metanfetamina, ma Walt causa volontariamente un incidente stradale (nel quale i due non riportano gravi contusioni) per evitare di far scoprire tutta l'organizzazione criminale.

### Quinta stagione

#### Prima parte
Dopo la morte di Gus Fring, emergono le sue attività illecite. Hank viene promosso dalla DEA e messo a capo della sua divisione: ora ha compiti molto diversi, più burocratici e relativi alle gestione dell'ufficio. Nonostante questo e gli avvertimenti dei suoi superiori, Hank continua le indagini sul traffico di metanfetamina. Hank intende ottenere informazioni sull'impero di Fring interrogando i suoi uomini, ma questi tengono la bocca chiusa perché pagati da Walt, Mike e Jesse, che hanno messo in piedi una nuova organizzazione criminale per produrre e vendere droga. Hank comincia ad indagare su Mike Ehrmantraut, ex poliziotto di New York che faceva il faccendiere per Fring, tuttavia il veterano riesce facilmente a non lasciare alcuna prova, anche grazie alle intercettazioni dell'ufficio di Hank. Le cose cambiano quando viene arrestato l'avvocato che per conto di Mike distribuiva i soldi alle famiglie dei carcerati, che quindi accetta di collaborare con la DEA per incastrare Mike. Anche se Mike riesce a sfuggire all'arresto (verrà poi ucciso a tradimento da Walt), Hank ora può smascherare Heisenberg interrogando gli uomini di Gus: questi però vengono tutti uccisi dalla fratellanza ariana, su ordine di Walt, prima che possano parlare. Le indagini quindi si fermano. Un giorno però Hank, mentre è a casa di Walt per un barbecue, trova una copia di Foglie d'erba con la dedica "al mio altro W.W. preferito": riconoscendo la calligrafia di Gale Boetticher e ricordando quando aveva scherzosamente ricondotto la sigla a Walter White, si rende conto che l'odiato Heisenberg non è altro che suo cognato.

#### Seconda parte
Hank si fa trasferire a casa tutte le carte relative al caso Heisenberg. Quando Walt intuisce che Hank sospetta di lui, si precipita a casa del cognato, dove i due si affrontano: Hank lo accusa di essere Heisenberg e gli dà un pugno; Walt rivela che è nuovamente malato di cancro e che non gli resta molto da vivere, quindi se anche lo arrestasse poi in un eventuale processo non avrebbe nessuno da incriminare, causando solo dei dispiaceri alla sua famiglia. Hank è deciso a far rispettare la giustizia, però non ha alcuna prova concreta; quando scopre che Skyler era già a conoscenza dell'attività del marito cerca invano di convincerla a raccontare tutto quello che sa. Riesce a convincere Jesse, sfruttando l'odio che ora prova per Walt, a registrare un video di confessione e a collaborare con lui per incastrarlo. Jesse suggerisce un piano per seguire Walt in mezzo al deserto nel punto in cui ha nascosto l'unica prova rimasta del suo passato criminale, il denaro ricavato dal traffico di metanfetamina: qui Hank arresta Walt, ma poco dopo sopraggiungono i neonazisti cui Walter si era affidato per uccidere i detenuti. Nasce un conflitto a fuoco nel quale Hank rimane ferito a una gamba mentre il suo collega Steven Gomez muore. Nonostante Walt cerchi disperatamente di salvare la vita del cognato offrendo 80 milioni di dollari, Hank, dopo aver schernito Jack, dice a Walt che è l'uomo più intelligente che conosca, eppure non riesce a capire che "lui ha deciso dieci minuti fa" e Jack lo uccide sparandogli un colpo in testa, senza farlo finire di parlare. La banda prende la maggior parte dei soldi di Walt e seppellisce il cadavere di Hank, insieme a quello di Gomez, nella stessa fossa dov'era nascosto il denaro. In seguito Walter fornisce a Skyler le coordinate GPS del luogo dove è nascosto il cadavere del cognato, in modo da consentire alla famiglia di dargli una degna sepoltura. La sera stessa, Walt uccide tutti i nazisti con una mitragliatrice. Quando trova Jack gravemente ferito, Jack cerca di dire a Walt dove sono i suoi soldi, pensando che sia andato da lui per questo, ma mentre cerca di dirgli che se lo ammazza non lo saprà, Walt lo uccide piantando un proiettile nel cranio dell'ex galeotto, non facendolo finire di parlare, come fece lui con Hank, vendicando quindi il cognato.

### Better Call Saul
Hank compare nel prologo in alcune scene in cui interroga detenuti in carcere, insieme all'inseparabile collega Steve Gomez.